# Gliese 876 b
Gliese 876 b es un planeta extrasolar que orbita la estrella enana roja Gliese 876 cada 60,940 días. Descubierto en 1998, Gliese 876 b fue el primer planeta en ser hallado orbitando una enana roja.

## Descubrimiento
Gliese 876 b fue descubierto en forma independiente por dos grupos distintos, uno dirigido por Geoffrey Marcy y el otro por Xavier Delfosse. Al igual que la mayoría de los planetas extrasolares conocidos, fue descubierto al detectarse variaciones en la velocidad radial de su estrella como consecuencia de la gravedad del planeta. La detección fue realizada midiendo el efecto Doppler de las líneas espectrales de Gliese 876.

## Órbita y masa
Gliese 876 b y Gliese 876 c, el planeta interior, tienen periodos orbitales en una resonancia 2:1, lo que produce una fuerte interacción gravitatoria entre ambos. Como resultado, los elementos orbitales del planeta cambian muy velozmente con la precesión de las órbitas. La órbita del planeta tiene una excentricidad baja, similar a la de los planetas de nuestro sistema solar. El semieje mayor de la órbita es de solamente 0,208 UA (menor que el de Mercurio). Sin embargo, Gliese 876 es una estrella tan débil que el planeta se sitúa fuera de la zona de habitabilidad.
Una de las limitaciones del método de velocidad radial empleado para detectar a Gliese 876 b es que únicamente puede obtenerse el límite inferior de la masa del planeta. Este límite inferior equivale aproximadamente a 1,93 veces la masa de Júpiter. La masa verdadera depende de la inclinación de la órbita, que en general se desconoce. En el caso de un sistema resonante como Gliese 876, las interacciones gravitatorias entre los planetas pueden utilizarse para encontrar las masas verdaderas: los mejores datos de velocidad radial que se calcularon son de una inclinación aproximada de 50° sobre el plano del cielo. De ser así, la masa verdadera sería alrededor de un 30% mayor que su límite inferior, unas 2,5 veces la masa de Júpiter. Por otro lado, las mediciones astrométricas indican que la inclinación orbital es de unos 84°, lo que sugeriría que la masa es poco mayor que el límite inferior.

## Características
Dada la enorme masa del planeta, es probable que Gliese 876 b sea un gigante gaseoso sin una superficie sólida. Puesto que el planeta tan sólo ha sido detectado indirectamente, a través del efecto gravitatorio sobre su estrella, se desconocen características tales como su radio, composición y temperatura. Suponiendo que tuviera una composición similar a la de Júpiter y su equilibrio químico ambiental fuera parecido, la atmósfera de Gliese 876 b carecería de nubes, pese a que en las regiones más frías del planeta podrían llegar a formarse nubes de agua.
Gliese 876 b se halla dentro de la zona de habitabilidad de Gliese 876 respecto a la capacidad de un planeta de masa similar a la Tierra para retener agua en estado líquido en su superficie. Aunque se desconocen cuáles son las probabilidades de vida en un gigante gaseoso, las lunas de gran tamaño podrían contener un medio ambiente habitable. Los modelos teóricos de interacción entre una luna hipotética, el planeta y la estrella indican que las lunas de gran tamaño deberían poder sobrevivir en órbita alrededor de Gliese 876 b durante toda la vida del sistema planetario. Por otra parte, no está claro que exista la posibilidad que una luna de tales dimensiones pueda llegar a formarse.